# Związek Artystów Wykonawców STOART
Związek Artystów Wykonawców STOART – organizacja zbiorowego zarządzania prawami autorskimi lub prawami pokrewnymi działająca na podstawie Ustawy o prawie autorskim i prawach pokrewnych.
ZAW STOART uzyskał zezwolenie Ministra Kultury na działanie jako organizacja zbiorowego zarządzania prawami pokrewnymi do praw autorskich i został wpisany do Rejestru Stowarzyszeń w dziale „B” 34 w VII Wydziale Cywilnym i Rejestrowym Sądu Okręgowego w Warszawie 10 stycznia 1995.. Wpisany został do rejestru stowarzyszeń KRS 27 lutego 2002.

## Kompetencje
Kompetencje STOART-u obejmują zarządzanie prawami pokrewnymi do artystycznych wykonań utworów muzycznych oraz słowno-muzycznych oraz pobór i podział tantiem wykonawczych na następujących polach eksploatacji:
1. utrwalanie
2. zwielokrotnienie określoną techniką
3. wprowadzenie do obrotu
4. publiczne odtwarzanie
5. najem
6. użyczenie
7. nadawanie
8. reemitowanie
9. wyświetlenie
10. publiczne udostępnianie artystycznego wykonania w taki sposób, aby każdy mógł mieć do niego dostęp w miejscu i czasie przez siebie wybranym.

## Licencje Creative Commons
Pracownicy STOART domagali się wykupienia licencji na publiczne odtwarzanie utworów objętych licencjami Creative Commons, także bez ograniczenia do użycia niekomercyjnego. STOART ostatecznie wycofał się z pomysłu pobierania opłat w imieniu artystów, którzy zdecydowali się wydać swoją twórczość na wolnych licencjach.